# Јуриј Жирков
Јуриј Валентинович Жирков (рус. Ю́рий Валенти́нович Жирко́в; рођен 20. августа 1983. у Тамбову) руски је фудбалер. Назван је „Руски Роналдињо“. Тренутно игра за Зенит Санкт Петербург. Игра по левој страни, може да игра и као бек и као лево крило. Са репрезентацијом Русије наступао је на Европском првенству 2008. године када је Русија стигла до полуфинала, а наступао је и на Европском првенству 2012. године и Светском првенству 2014. године у Бразилу.